# Liaobatrachus
Liaobatrachus es un género representado por cuatro especies identificadas de anfibios pelobátidos, que vivieron a principios del período Cretácico, hace aproximadamente 125.45 a 122.46 millones de años, entre el Barremiense inferior al Aptiense inferior, en lo que hoy es Asia. Fue el primer género extinto de rana mesozoica de China.

## Especies

### Liaobatrachus grabaui
L. grabaui (GMV 2126) nombrada por Ji y Ji en 1998. Es la especie tipo, y sus restos corresponden a un esqueleto parcial relativamente completo. Se encontró en Tetraena, en la Formación Yixian inferior, que data del Barremiense, y en esquistos lacustrales en roca sedimentaria del Aptiense en la Formación Yixian.

### Liaobatrachus beipiaoensis
L. beipiaoensis (IVPP V11721) nombrada por Gao y Wang en 2001. Es la segunda especie, se basa en restos de un esqueleto casi completo con las impresiones expuestas como parte y contraparte. Se encontró en Heitizigou, que data del Barremiano en una pizarra terrestre y en el Aptiense de la Formación Yixian.

### Liaobatrachus macilentus
L. macilentus (M8621) nombrada por Gao y Chen en 2004. Es la tercera especie, se basa en un esqueleto casi completo pero comprimido. Se encontró cerca del pueblo Hejiaxin, que data del Aptiano en una pizarra lacustriana de la Formación Yixian.

### Liaobatrachus zhaoi
L. zhaoi (IVPP V14979.1) nombrada por L. Dong en 2013. Es la última especie conocida, fue descrita con base en un esqueleto casi completo y conservado tridimensionalmente. Se encontró en el pueblo Qianyangou, Lujiatun, que data del Aptiense en una lutolita fluvial de lacustre y también fue hallado en el Barremiense en la Formación Yixian.